# یوسی بنایون
یوسی شای بنایون (عبری: יוסף שי "יוסי" בניון‎؛ زادهٔ ۵ مهٔ ۱۹۸۰) بازیکن فوتبال پیشین اهل اسرائیل است.
وی سابقه بازی در تیم‌های مکابی حیفا، ریسینگ سانتاندر، وستهام یونایتد، لیورپول، چلسی و آرسنال را دارد.
بنایون ۱۰۲ بازی و ۲۴ گل ملی در کارنامه خود دارد.

## افتخارات

### باشگاه
مکابی حیفا
- لیگ برتر فوتبال اسرائیل (۲): ۰۱–۲۰۰۰، ۰۲–۲۰۰۱

چلسی
- لیگ اروپا (۱): ۱۳–۲۰۱۲

### شخصی
- بازیکن فوتبال سال اسرائیل: ۰۱–۲۰۰۰